# Deák István (labdarúgó, 1937)
Deák István (1937. október 27. – 2019. február 4. vagy előtte) magyar labdarúgó, hátvéd, edző.

## Pályafutása
A Diósgyőri VTK labdarúgója volt. Tagja volt az 1957-es NB II-es bajnokscsapatnak az egyidényes, tavaszi bajnokságban.
Edzőként a DVTK ifjúsági csapatával MNK-döntőig jutott az együttessel. Az 1980–81-es szezon tavaszi idényére az első csapat vezetőedzője lett Szabó Géza távozása után és MNK-döntős lett a csapattal. A 2008–09-es idényben a DVTK tartalékcsapatának az edzője volt.

## Sikerei, díjai
Játékosként
 Diósgyőri VTK
- Magyar bajnokság – NB II
  - bajnok: 1957 tavasz

Edzőként
 Diósgyőri VTK
- Magyar Népköztársasági kupa (MNK)
  - döntős: 1981